# 중랑상봉도서관
중랑상봉도서관은 서울특별시 중랑구에 있는 공립 도서관이다.

## 연혁
- 2019년 10월 15일 개관.